# Großnottersdorf

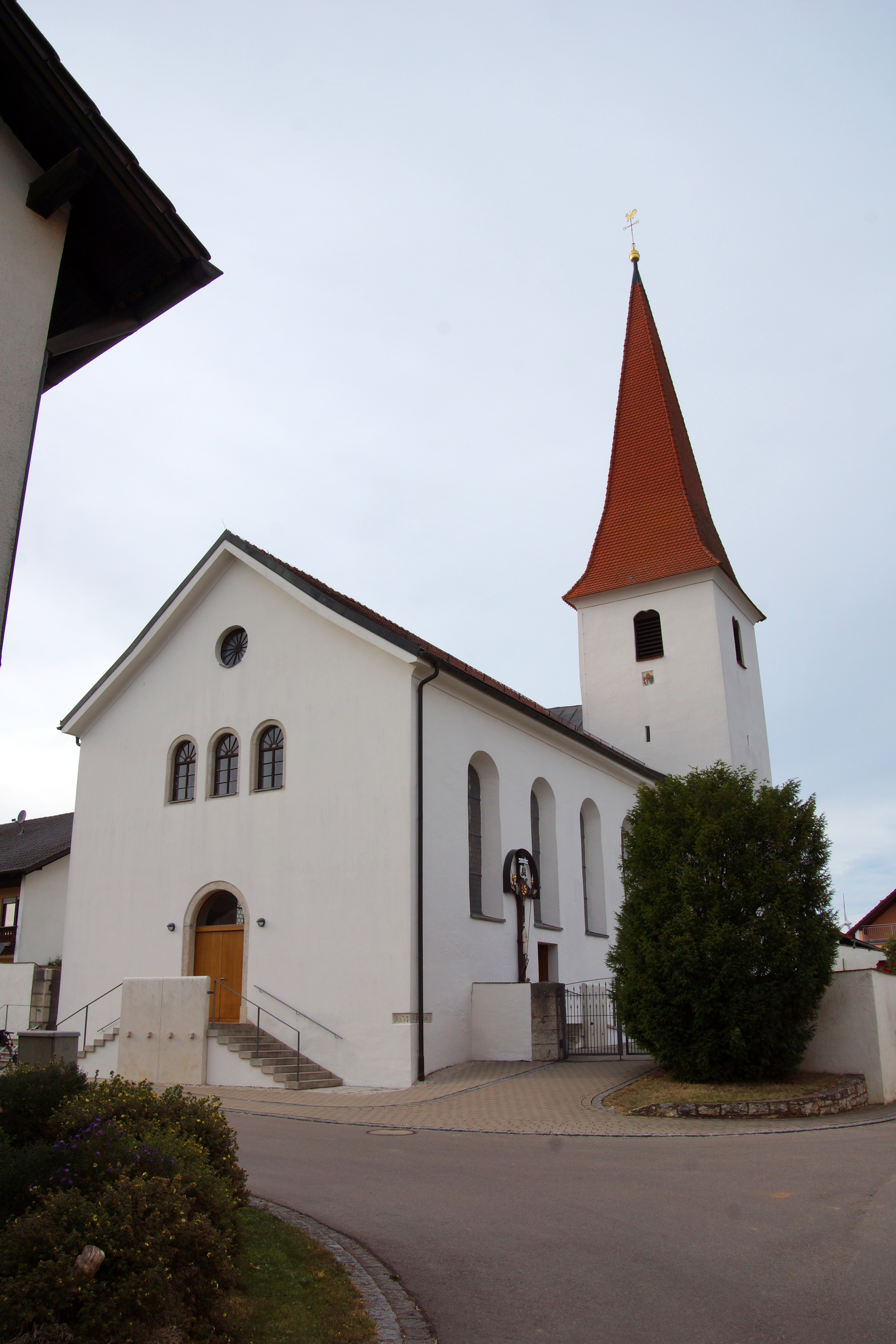
Kirche Mariä Heimsuchung in Großnottersdorf

Großnottersdorf ist ein Gemeindeteil des oberbayerischen Marktes Titting im Landkreis Eichstätt im Naturpark Altmühltal, Bayern.

## Lage
Das von Ackerland völlig umgebene Kirchdorf liegt etwa fünf Kilometer nordöstlich von Titting auf der zwischen Anlauter und Thalach gelegenen Hochfläche der Südlichen Frankenalb. Umgebende Dörfer sind Mantlach, Morsbach, Esselberg (Gemeinde Greding), Reichersdorf (Gemeinde Thalmässing) und Stadelhofen. Etwa einen Kilometer südlich des Dorfes verläuft das Obermorsbacher Tal.

## Geschichte
In der Dorfflur wurde alt- und mittelneolithisches Fundmaterial aufgelesen. Untertägig ist eine Siedlung des Endneolithikum und der frühen Latènezeit nachgewiesen. Im Luftbild ist ein verebnetes vorgeschichtliches Grabhügelfeld mit zahlreichen Hügeln erkennbar.
Um 1130 übergab der Ortsadelige Karl von Hebing (Höbing) dem Klosterstift Berchtesgaden Güter, die er in „Otramsdorf“ besaß; die Ortsgründung erfolgte wohl durch einen Otram. 1293 verzichtete Gottfried von Heideck zugunsten des Deutschordenshauses Obermässing auf seine vier Güter in dem Dorf. 1305 kam die Vogtei, also die „niedere“ Dorfgerichtsbarkeit, mit dem Hirschberger Erbe in die Hand des Eichstätter Bischofs. 1398 verkaufte Sweygger von Gundelfingen Güter von „Natersdorf“ (= Nottersdorf?) an das Hochstift Eichstätt. 1486 schloss der Eichstätter Bischof Wilhelm von Reichenau mit dem Kloster Rebdorf einen umfangreichen Gütertauschvertrag ab, mit dem auch Nottersdorfer Lehengüter Rebdorfs dem Hochstift zufielen. 1518 ist in einem Zinsbuch der fürstbischöflichen Ämter Hirschberg und Beilngries von „Ottermanstorff“, 1546 in einem Salbuch des Vogteiamtes Brunneck (Anlautertal), das später im Vogteiamt Titting aufging, von „Nottersdorf“ mit 22 Gütern die Rede. Neben der von den Vögten ausgeführten niederen Gerichtsbarkeit gab es die Hochgerichtsbarkeit, die beim bischöflichen Richteramt Greding lag. Das Eichstätter Domkapitel hatte zu diesem Zeitpunkt drei, das eichstättische Kastenamt Obermässing zwei Güter in Großnottersdorf.
Bis zum Ersten Weltkrieg baute man in der Dorfflur auch Hopfen an. 1956 wurde eine Flurbereinigung durchgeführt. Die Einwohnerzahl pendelt seit dem 19. Jahrhundert zwischen 150 und 180; nur in den Jahren unmittelbar nach dem Zweiten Weltkrieg war sie höher (234 im Jahr 1950). Am 1. Januar 1972 wurde die Gemeinde Großnottersdorf im Zuge der Gebietsreform ein Ortsteil von Titting. 1999 wurde das Dorf als Erholungsort staatlich anerkannt.
Bei Großnottersdorf wird mit zwei Windrädern elektrische Energie gewonnen.

## Sehenswürdigkeiten
- Kath. Kirche Mariä Heimsuchung. 1182–95 weihte der Eichstätter Bischof Otto hier eine Kirche zum hl. Martin. 1600 erfolgte ein Neubau mitsamt dem Turm, 1607 fand die Altarweihe statt. Die heutige Kirche ist ein Neubau von 1834/35 unter Beibehaltung des alten Turmes, der eventuell zu einer Kirchenburg gehörte; das Patrozinium ist seither Mariä Heimsuchung. Für diesen Neubau wurden Altäre (von 1651 bzw. rechter Seitenaltar von 1715/20), die stattliche Kanzel aus Nussbaumholz mit dem hl. Kirchenlehrer Augustinus auf dem Schalldeckel (Frührokoko um 1740/50) und die schön geschnitzten, wohl von dem Rebdorfer Chorherren Joachimus Handschucher (* 1681; † 1735) geschaffenen Stuhlwangen aus Eiche aus dem säkularisierten Kloster Marienstein erworben. Das Altarblatt Mariä Heimsuchung malte wohl der Eichstätter Hofmaler Johann Jakob Thoma um 1650. Die Kirche weist eine spätgotische Plastik des hl. Leonhard auf. Im Altarraum hängt ein Ölbild, eine Mariensteiner Priorin zeigend.
- Brunnen. Vermutlich aus dem 16./17. Jahrhundert stammt ein kreisrunder Brunnenschacht von 36,35 m Tiefe. Der Durchmesser beträgt oben 3,00 m, unten 1,30 m; bis zu einer Tiefe von 5,90 m ist er in Bruchsteinmauerwerk ausgeführt, von da ab in den gewachsenen Stein (Malm-Bankenkalke) gehauen. Die Wassertiefe beträgt 0,60–1,20 m. Der obere Rand wurde 1997 gemauert.

## Religion
Großnottersdorf gehört zusammen mit den Dörfern Mantlach, Esselberg und Grafenberg zur 2,5 Kilometer entfernten katholischen Pfarrei Morsbach im Dekanat Eichstätt des Bistums Eichstätt. Im Dorf wohnten 2007 128 Katholiken.